# Craig Gardner
Craig Gardner (født 25. november 1986 i Solihull, England) er en engelsk fodboldspiller, der spiller som midtbanespiller hos Birmingham City. Tidligere har han spillet for Sunderland, Aston Villa og West Bromwich.